# Frivilliga försvarsorganisationernas samarbetskommitté
Frivilliga försvarsorganisationeras samarbetskommitté (FOS) är en ideell förening och sammanslutning av de frivilliga försvarsorganisationerna där representanterna arbetar tillsammans med gemensamma frågor.
Samarbetskommittéerna kan agera på olika nivå, som lokalt, regionalt och nationellt. Centrala FOS är den nationella samarbetskommittén och där representeras de frivilliga försvarsorganisationerna av personer på riksnivå i respektive organisation. På de lokala och regionala planen är det personer från motsvarande nivå i de frivilliga försvarsorganisationerna som deltar. Alla samarbetskommittéer oavsett nivå är fristående föreningar.